# Dème de Lamía
Le dème des Lamiens, en grec moderne : Δήμος Λαμιέων / Dímos Lamiéon, est un dème du district régional de Phthiotide, en Grèce-Centrale.
Son chef-lieu est la ville de Lamía.
Selon le recensement de 2011, la population du dème s'élève à 75 315 habitants.